# Delaware County (Oklahoma)
Delaware County ist ein County im Bundesstaat Oklahoma der Vereinigten Staaten. Der Verwaltungssitz (County Seat) ist Jay. Das U.S. Census Bureau hat bei der Volkszählung 2020 eine Einwohnerzahl von 40.397 ermittelt.

## Geographie
Das County liegt fast im äußersten Nordosten von Oklahoma, grenzt im Osten an Arkansas sowie an Missouri und hat eine Fläche von 2052 Quadratkilometern, wovon 134 Quadratkilometer Wasserfläche sind. Es grenzt in Oklahoma im Uhrzeigersinn an folgende Countys: Ottawa County, Adair County, Cherokee County, Mayes County und Craig County.

## Geschichte
Delaware County wurde am 16. Juli 1907 als Original-County aus Cherokee-Land gebildet. Benannt wurde es wahrscheinlich nach der Herkunft einiger Siedler, dem Delaware County in New York.
Sechs Bauwerke und Stätten des Countys sind im National Register of Historic Places (NRHP) eingetragen (Stand 29. Mai 2018).

## Demografische Daten

Alterspyramide des Delaware County

Nach der Volkszählung im Jahr 2000 lebten im Delaware County 37.077 Menschen in 14.838 Haushalten und 10.772 Familien. Die Bevölkerungsdichte betrug 19 Einwohner pro Quadratkilometer. Ethnisch betrachtet setzte sich die Bevölkerung zusammen aus 70,22 Prozent Weißen, 0,13 Prozent Afroamerikanern, 22,31 Prozent amerikanischen Ureinwohnern, 0,17 Prozent Asiaten, 0,04 Prozent Bewohnern aus dem pazifischen Inselraum und 0,59 Prozent aus anderen ethnischen Gruppen; 6,53 Prozent stammten von zwei oder mehr Ethnien ab. 1,75 Prozent der Bevölkerung waren spanischer oder lateinamerikanischer Abstammung.
Von den 14.838 Haushalten hatten 29,0 Prozent Kinder unter 18 Jahre, die im Haushalt lebten. 59,5 Prozent waren verheiratete, zusammenlebende Paare, 8,9 Prozent waren allein erziehende Mütter. 27,4 Prozent waren keine Familien, 24,0 Prozent waren Singlehaushalte und in 11,2 Prozent der Haushalte lebten Menschen im Alter von 65 Jahren oder darüber. Die durchschnittliche Haushaltsgröße betrug 2,46 und die durchschnittliche Familiengröße betrug 2,89 Personen.
24,5 Prozent der Bevölkerung waren unter 18 Jahre alt, 6,9 Prozent zwischen 18 und 24, 24,4 Prozent zwischen 25 und 44, 26,7 Prozent zwischen 45 und 64 und 17,5 Prozent waren 65 Jahre oder älter. Das Durchschnittsalter betrug 41 Jahre. Auf 100 weibliche Personen kamen 96,5 männliche Personen. Auf 100 Frauen im Alter von 18 Jahren oder darüber kamen 93,8 Männer.
Das jährliche Durchschnittseinkommen eines Haushalts betrug 27.996 USD und das durchschnittliche Einkommen einer Familie betrug 33.093 USD. Männer hatten ein durchschnittliches Einkommen von 25.758 USD gegenüber den Frauen mit 19.345 USD. Das Prokopfeinkommen betrug 15.424 USD. 14,1 Prozent der Familien und 18,3 Prozent der Bevölkerung lebten unterhalb der Armutsgrenze.